# Oreimo
Oreimo (俺妹), abreviação de Ore no Imōto ga Konna ni Kawaii Wake ga Nai (俺の妹がこんなに可愛いわけがない, Minha Irmã não Pode Ser Tão Bonitinha), é uma série de light novel escrita por Tsukasa Fushimi e ilustrada por Hiro Kanzaki. Composta por 12 capítulos, foi lançada originalmente entre agosto de 2008 e junho de 2013.
Uma adaptação em mangá ilustrada por Sakura Ikeda foi publicada pela revista Dengeki G's Magazine da ASCII Media Works. Uma adaptação em anime de 12 episódios foi produzida pela AIC, indo ao ar entre outubro e dezembro de 2010. Quatro episódios adicionais, que ofereceram um final alternativo, foram transmitidos mensalmente no site oficial e em outros sites de vídeos entre 22 de fevereiro e 31 de maio de 2011. A segunda temporada, intitulada Ore no Imōto ga Konna ni Kawaii Wake ga Nai. (com um ponto no final), foi produzida pela A-1 Pictures e foi ao ar entre abril e junho de 2013. Três episódios adicionais foram exibidos online em 18 de agosto de 2013.

## História
Kyōusuke Kosaka é um estudante de 17 anos que vive em Chiba e está cursando o Ensino Médio. Ele não tem um bom relacionamento com sua irmã mais nova, Kirino Kosaka, e sua única lembrança é que sua irmã sempre o ignorou com um olhar de desprezo. A relação dos dois parecia que ficaria assim para sempre, até que, um dia, Kyosuke encontra um DVD de anime sobre bruxas mágicas na entrada de casa. Para seu espanto, ele descobre diversos eroge escondidos e percebe que tudo aquilo pertencia a Kirino. Naquele noite, Kirino leva o irmão até o seu quarto e revela ser uma otaku e que possui uma extensa coleção de anime moe e eroge com o tema de irmã mais nova. Assim, Kyosuke rapidamente se torna o confidente de Kirino para seu passatempo favorito.

## Personagens
Kyosuke Kosaka (高坂 京介, Kōsaka Kyōsuke)
Dublador: Yuichi Nakamura / Mami Fujita (criança)
Kyosuke tem 17 anos e possui um relacionamento distante de sua irmã mais nova, Kirino, de modo a achar que este iria durar para sempre. No entanto, após encontrar diversos eroge, ele a confronta e descobre que ela é uma otaku. Com isso, ele tenta parecer mais como um irmão, apoiando e aconselhando Kirino sobre o que deveria fazer a respeito de seu vício. Com tal envolvimento, acaba por descobrir uma irmã impecável e exemplar dentro da escola e uma excelente modelo fotográfica, uma Kirino, até então, desconhecida. Mais tarde, consolidando seu papel como irmão mais velho, parece conseguir entender o que ela está pensando ou até mesmo querendo dizer, apesar da sua personalidade tsundere. Porém, ela é geralmente a dominante em sua relação com Kyosuke, sendo ele sempre o intimidado a resolver os assuntos mais sérios. Kyosuke inicialmente afirma que prefere ter uma vida relativamente tranquila e simples, mas aumenta a dedicação em passar o tempo com sua irmã e apreciar o drama que ela causa ao ponto em que ele torna-se solitário quando ela não está por perto.
Kirino Kosaka (高坂 桐乃, Kōsaka Kirino)
Dubladora: Ayana Taketatsu
Kirino é irmã de Kyosuke de 14 anos de idade. Ela é madura para sua idade e possui uma personalidade tsundere. Ela é secretamente uma otaku com uma obsessão por "irmãzinhas" como tema de eroges, bem como a série de anime Stardust Witch Meruru. Ela trabalha como modelo fotográfica e, mais tarde, torna-se um escritora de romances, com isso ela ganha dinheiro para gastar em seu passatempo. Apesar de seus interesses, ela afirma que não sabe por que ela começou a gostar e nega ter um complexo de irmão, acreditando que o mundo 2D e 3D devem ser mantidos separados. No entanto, ela mostra-se muito frustrada quando Kyosuke mostra interesse em outras garotas, como a Manami. Da mesma forma, ela frequentemente força Kyosuke a gastar seu tempo com ela, jogando seus eroges ou para levá-la para sair, mas nega que ela realmente gosta do tempo que eles passam juntos. Apesar de afirmar que ela só gosta de eroges por causa de suas personagens fofas, ela mostra um lado pervertido quando está jogando. Ela usa o nome Kiririn quando joga com seus amigos otakus. Durante o sétimo volume da light novel, ela finge ter um namorado para fazer ciúmes em Kyosuke.
Ayase Aragaki (新垣 あやせ, Aragaki Ayase)
Dubladora: Saori Hayami
Ayase é amiga de Kirino e colega que trabalha como modelo ao lado dela e também é sua melhor amiga. Ayase é uma garota amigável e de gosto refinado, mas torna-se agitada e um tanto violenta ao pensar que ela está sendo enganada, algo que ela detesta acima de tudo. Ela tende a acreditar tudo que vê no noticiário. Portanto, ela desaprova anime e mangá, chamando-o de um passatempo repugnante, especialmente eroge, devido à influência da mídia dizendo que otakus acabarão por se tornarem criminosos. Originalmente, ela tinha uma queda simples por Kyosuke, pensando nele apenas como o irmão carinhoso da Kirino. Isso tudo mudou quando ela descobre o passatempo otaku da Kirino e que o garoto não a criticava por causa disso. Mais tarde, ela pede conselhos a Kyosuke para conversar com a amiga sobre o passatempo dela e, dessa forma, fazerem as pazes. No entanto, ela passa a não gostar dele, acreditando ser ele o motivo de Kirino ser uma otaku. Ela também é amiga de Manami.
Manami Tamura (田村 麻奈実, Tamura Manami)
Dubladora: Satomi Satō
Manami é amiga de infância de Kyosuke. Ela usa óculos e é descrita como "simples", algo que ela vê como um elogio de Kyosuke. Ela tem uma queda por Kyosuke e fica corada aos seus elogios. Devido ao tempo que passam juntos, as pessoas ao seu redor acham que estão namorando, até mesmo os membros da família Manami dizem que eles devem se casar. Kyosuke explica que, embora ele não tenha nenhum forte sentimento por ela além de amigos próximos, ele não gosta da ideia de Manami ter um namorado por algum motivo. Muitas vezes, sem que a Manami note, ele tenta se tornar mais próximo dela, fazendo coisas que um casal faz e ela está disposta a fazer coisas para agradá-lo de qualquer forma, como cozinhar e limpar. De acordo com Kyosuke, seus padrões de fala assemelham a de uma avó ou uma velha senhora. Kyosuke desenvolveu uma amizade forte com Manami ao longo do tempo (como se ela fosse uma irmã substituta), isso o levou a passar pouco tempo com sua irmã, o que explica a animosidade forte da Kirino com ela.
Saori Makishima (槇島 沙織, Makishima Saori) / Saori Bajeena (沙織・バジーナ, Saori Bajīna)
Dubladora: Hitomi Nabatame
Saori é a líder das "Anime Girls Unite!", um grupo na internet, a quem Kirino reúne em um meet-up. Ela usa óculos muito grossos (mostrado como redemoinhos) e fala com um tom exagerado. Ela é fã de Gundam (seu apelido é o nome do personagem Quattro Bajeena) e também é uma colecionadora de seus kits de modelo. Apesar de sua aparência comum, Saori é, na verdade, uma aristocrata de uma família rica e fala com uma voz altamente formal fora da reunião com seus amigos. Como diz Kyosuke, Saori é drasticamente diferente de como ela se comunica através da internet e através de telefone ou falar com ela em pessoa, na qual ela aparentemente muda para uma personalidade refinada e sofisticada. De acordo com Kyosuke nas light novels, ela se veste como uma otaku típica da televisão, mas tem o corpo de uma supermodelo. Apesar de ser uma menina do ensino médio, tendo em torno a idade de Kirino e Kuroneko, ela tem a mesma altura de Kyosuke, que se surpreende quando encontra com ela. Apesar de sua atitude alegre, Saori é bastante solitária, vive sozinha e sempre temia que um dia seus amigos verdadeiros (Kirino, Kyosuke e Ruri) iriam deixá-la igual sua irmã mais velha (que se casou e se afastou).
Ruri Gokō (五更 瑠璃, Gokō Ruri) / Kuroneko (黒猫, lit. "Gato Preto")
Dubladora: Kana Hanazawa
Ruri é outra garota otaku que mora perto Kirino e depois se matricula na escola de Kyosuke. Ela tem 15 anos de idade. Ela sempre usa roupas gothic lolita baseado em um personagem de seu anime favorito, mesmo durante os dias quentes e, às vezes, adiciona orelhas de gato e uma cauda. Devido a ambas terem personalidades do tipo tsundere, ela constantemente discute com Kirino quando se trata de qualquer coisa. No entanto, as duas meninas genuinamente são grandes amigas e valorizam o tempo que passam juntas. Kuroneko é muito orgulhosa como Kirino, mas está disposta a engolir o orgulho para atingir um objetivo. Ao contrário de Kirino, que gosta de jogos e animes com tema irmãzinha e garotas mágicas, Kuroneko prefere animes sombrios de fantasia. Ela frequentemente menciona "magia negra", alegando que ela tem, geralmente, para Kirino ou Kyosuke. Kuroneko realmente usa lentes de contato vermelhas para fazer seus olhos azulados parecem vermelho. Kuroneko também tem irmãs mais novas, Hinata e Tamaki, a quem ela carinhosamente cuida, embora suas irmãs e sua mãe ambos parecem se preocupar com Ruri quando ela está em seu modo otaku. Na escola, Kuroneko usa roupas normais e em casa, cuida de suas irmãs mais novas. No anime, mais tarde, ela se refere a Kyosuke como "Nii-san", devido ao seu desejo de ter um irmão mais velho e pelo fato dele ter comentado que Kirino nunca o chamou disso. Kuroneko parece gostar bastante de Kyosuke.
Kanako Kurusu (来栖 加奈子, Kurusu Kanako)
Dubladora: Yukari Tamura
Kanako é amiga e companheira de Kirino e Ayase, e colega de classe delas e modelo, que às vezes transita entre uma personalidade bonita para uma malcriada. Ela é uma talentosa cantora que sonha se tornar um ídolo, muitas vezes vai um monte de testes. Uma vez que ela vai a lugares karaokê com frequência, ela é capaz de se lembrar de qualquer música que ouviu pelo menos uma vez perfeitamente. Ela não sabe sobre o hobby de Kirino e geralmente acha otakus infantis e nojentos, embora ela esteve em uma ocasião em que foi obrigada a fazer cosplay da personagem preferida de Kirino, Meruru, para um concurso e ganhar. Apesar de ganhar o concurso, ela está revoltada pelo que ela passou, mas gosta da ideia de ser elogiada e na ajuda do evento à sua carreira.

## Mídia

### Light novel
Ore no Imōto ga Konna ni Kawaii Wake ga Nai começou como uma série de light novel escrita por Tsukasa Fushimi e ilustrada por Hiro Kanzaki. A ASCII Media Works publicou 12 capítulos impressos através da Dengeki Bunko entre 10 de agosto de 2008 e 7 de junho de 2013.
O primeiro volume de um final alternativo em duas partes da série, denominado "Ayase if", focado na personagem Aragaki Ayase, foi lançado em 10 de Agosto de 2019, e o segundo volume foi lançado em 10 de Junho de 2020. Em seguida foi anunciado no Twitter oficial da Light Novel que as personagens, Kuroneko e Kanako Kurusu também ganhariam finais alternativos, intitulados de「Kuroneko if」e「Kanako if」respectivamente.
O primeiro volume do final alternativo focado em Kuroneko foi lançado em 10 de Setembro de 2020, e o segundo volume foi lançado em 10 de março de 2021.
O volume focado na personagem Kanako Kurusu foi lançado em 10 de setembro de 2021.

### Mangá
Uma adaptação em mangá baseada nas light novels foi desenhada por Sakura Ikeda e serializada na revista Dengeki G's Magazine da ASCII Media Works entre março de 2009 e maio de 2011. Quatro volumes tankōbon foram lançados pela ASCII Media Works e impressos através da Dengeki Comics entre 27 de outubro de 2009 e 27 de abril de 2011. O terceiro volume foi lançado em edições regulares e especiais; a edição especial veio junto com uma estatueta Ayase Aragaki. O mangá foi licenciado na América do Norte pela Dark Horse Comics. A continuação do mangá, intitulada Ore no Kōhai ga Konna ni Kawaii Wake ga Nai (俺の後輩がこんなに可愛いわけがない), começou a ser publicada em julho de 2011 pela revista Dengeki G's Magazine e tem Ruri Gokō como protagonista. O mangá foi publicado até maio de 2014 na revista, quando foi transferido para a Dengeki G's Comic, em junho de 2014. E
Em 5 de junho de 2019, foi anunciado pelo Twitter oficial que a rota alternativa focada na personagem Aragaki Ayase, intitulada Ayase if, iria receber uma adaptação em mangá ilustrada por Watarai Keiji, que iniciou sua publicação em 26 de junho de 2020, na plataforma online de mangás ComicWalker.
Em 26 de Junho de 2021, uma adaptação em mangá da rota alternativa "Kuroneko if", ilustrada por Airi Mori, iniciou sua publicação na revista mensal Shonen Ace da Editora Kadokawa Shoten,

### CD-drama
Um CD-drama, baseado em eventos do primeiro e terceiro volumes das novels, além de um cenário recém-escrito por Tsukasa Fushimi, foi lançado pela ASCII Media Works em 31 de março de 2010. O CD é estrelado por Ayana Taketatsu como Kirino e Yūichi Nakamura como Kyōsuke.

### Anime
Uma adaptação em anime de 12 episódios foi produzida pela AIC e dirigida por Hiroyuki Kanbe, indo ao ar no Japão entre 3 de outubro e 19 de dezembro de 2010. A série foi lançada em uma compilação em BD/DVD de oito volumes, que foram lançados entre 22 de dezembro de 2010 e 27 de julho de 2011. Quatro episódios ONA foram transmitidos através do website oficial, bem como em outros websites, como Nico Nico Douga, Showtime Japan e MovieGate, a partir de 22 de fevereiro de 2011. Os dois primeiros foram lançados em 27 de junho de 2011, junto com o sétimo volume em BD/DVD, e os dois últimos foram lançados em 27 de julho de 2011, com o oitavo volume. Esses episódios se passam a partir do episódio 12 e oferecem um final alternativo da transmissão televisiva. O elenco de dubladores do anime foram mantidos no CD drama. O tema da abertura do anime é  "Irony" por ClariS, composto por Kz do Livetune, enquanto cada episódio possui um diferente tema de encerramento cantado por um dos dubladores. A música do anime foi composta por Satoru Kōsaki e a trilha sonora foi lançada em 12 de janeiro de 2011.

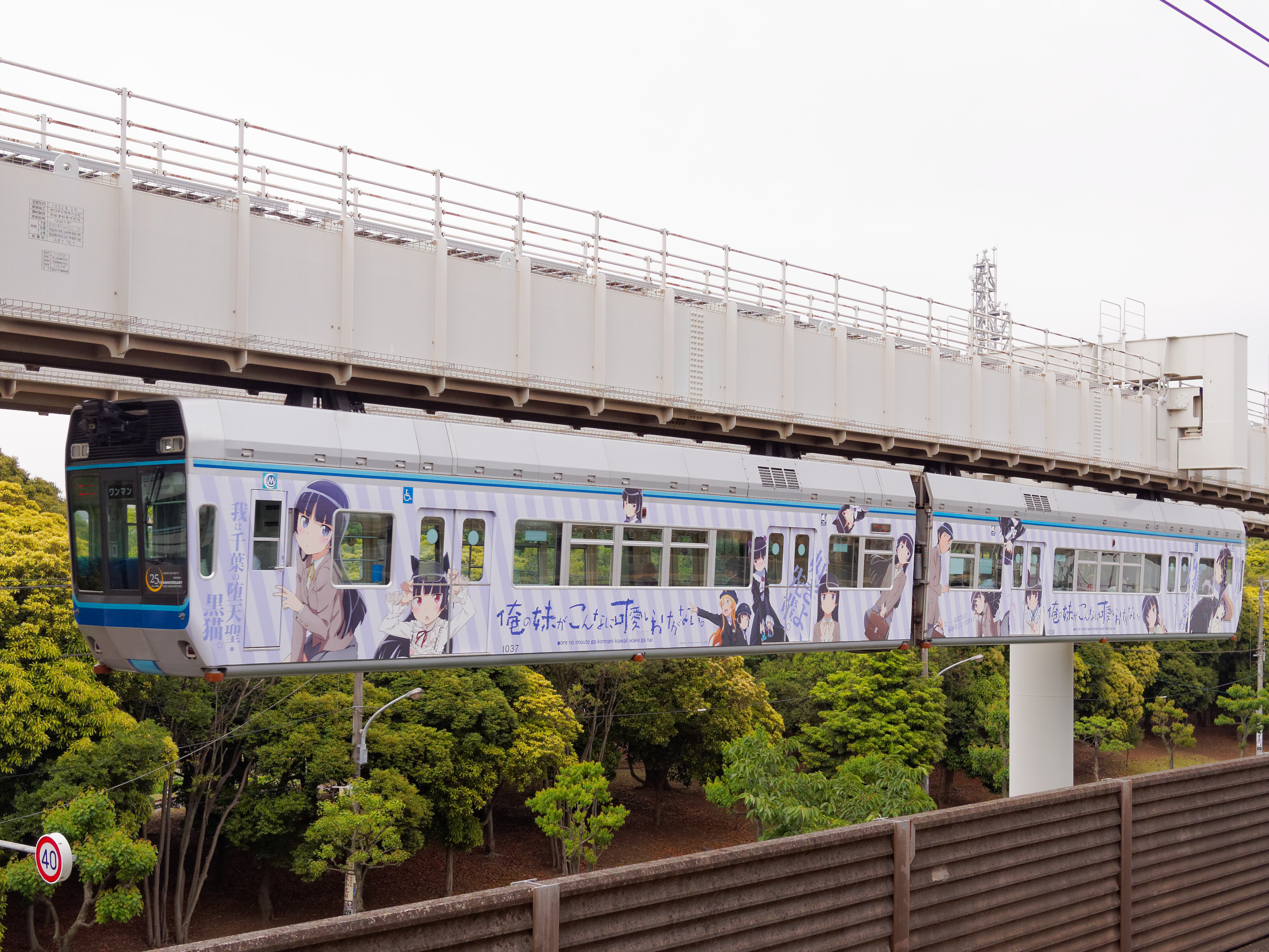
Trêm de Oreimo do Monotrilho Urbano de Chiba

Uma segunda temporada de 13 episódios, intitulada Ore no Imōto ga Konna ni Kawaii Wake ga Nai. (俺の妹がこんなに可愛いわけがない。, com um ponto no final), foi produzida pela A-1 Pictures, indo ao ar entre 7 de abril e 30 de junho de 2013, sendo transmitida simultaneamente pelo Crunchyroll. Três episódios adicionais foram exibidos no Otakon 2013 em 9 de agosto de 2013, sendo exibidos mundialmente em 18 de agosto. Os episódios adicionais foram transmitidos simultaneamente pelo Crunchyroll ao mesmo tempo da exibição japonesa até 31 de agosto de 2013. Apesar da mudança do estúdio de animação da primeira temporada, a segunda temporada possui o mesmo elenco de dublagem. O tema de abertura é "Reunion" por ClariS, enquanto um concurso foi realizado para a escolha dos temas de encerramento da segunda temporada. A A-1 Pictures colaborou com o Chiba Urban Monorail para promover a segunda temporada fazendo um trem monotrilho temático de Oreimo, que permaneceu em operação até 30 de setembro de 2013. Além de decorar o exterior do trem, os personagens do anime foram apresentados em anúncios dentro do trem para fornecer aos passageiros dicas úteis sobre instalações de passeios locais e lojas.
Além de sua própria série, os personagens de Oreimo também fazem cameo nos episódios da adaptação para anime de Eromanga Sensei, outra série de light novel escrita por Fushimi e ilustrada por Kanzaki.

### Jogos
Uma visual novel para PlayStation Portable intitulada Ore no Imōto ga Konna ni Kawaii Wake ga Nai Portable foi desenvolvida pela Bandai Namco Games e lançada em 27 de janeiro de 2011. O pacote da edição limitada incluiu um OAD, um CD bônus e um jogo adicional para PSP. Um jogo de luta intitulado Shin Imōto Taisen Siscalypse (真妹大戦シスカリプス), baseado no jogo fictício da série, foi lançado pela Kadokawa Contents Gate no Yahoo! MobaGe Service em 20 de janeiro de 2011. Um segundo jogo para PSP, intitulado Ore no Imōto ga Konna ni Kawaii Wake ga Nai Portable ga Tsuzuku Wake ga Nai (俺の妹がこんなに可愛いわけがない ポータブルが続くわけがない), foi lançado em 17 de maio de 2012. O tema de abertura do segundo jogo para PSP é "Nexus" por ClariS. Um jogo para PlayStation 3, intitulado Ore no Imōto ga Konna ni Kawaii Wake ga Nai Happy End (俺の妹がこんなに可愛いわけがない。 ハッピーエンド), foi lançado em 26 de setembro de 2013 no Japão. Kirino também fez uma aparição especial no jogo para PSP A Certain Magical Index, sendo outro jogo baseado em uma série de light novel publicada pela ASCII Media Works. Kirino também apareceu como uma personagem jogável em Dengeki Bunko: Fighting Climax, com Kuroneko como um personagem suporte.

## Recepção
A Mainichi Shimbun informou que o quarto volume da série vendeu mais cópias do que qualquer outra light novel em agosto de 2009. O Anime News Network informou em abril de 2012 que as primeiras nove light novels venderam juntas 3.7 milhões de cópias no Japão.